# الجزائر في الألعاب الأولمبية الشتوية 1992
شاركت الجزائر في الألعاب الأولمبيّة الشتوية 1992 في ألبيرفيل، فرنسا من 08 إلى 23 فبراير 1992.